# جاك جوزيف شامبليون-فيجياك
جاك جوزيف شامبليون-فيجياك (5 أكتوبر 1778 - 9 مايو 1867)
نطق فرنسي: [ʃɑ̃pɔljɔ̃ fiʒak]
، المعروف أيضًا باسم شامبليون الأكبر(بالفرنسية: Champollion l'aîné)‏، كان عالم آثار فرنسي ، وهو الأخ الأكبر لجان فرانسوا شامبليون (أول من فك رموز حجر رشيد).

## سيرة شخصية
ولد في فيجياك في إقليم لوت. أصبح أستاذا للغة اليونانية وأمين مكتبة في جرونوبل. كشفت أبحاثه في غرونوبل عام 1803 عن وجود سرداب ميروفنجي تحت كنيسة القديس لوران. أُجبر على التقاعد عام 1816 بسبب مشاركته في أحدااث المئة يوم. أصبح بعد ذلك حارس المخطوطات في المكتبة الوطنية في باريس، وأستاذًا في علم الكتابات القديمة في مدرسة المواثيق. في عام 1850 أصبح أمين مكتبة قصر فونتينبلو.
كان مراسلًا للمعهد الملكي الهولندي من 1832 إلى 1851.

## أعماله
قام بتحرير العديد من أعمال أخيه كنشره لكتاب "Grammaire égyptienne"، كما قام بالتأليف في اللغويات والتاريخ، منها:
- Antiquités de Grenoble (1807)
- Nouvelles recherches sur les patois ou idiomes vulgaires de la France (1809)
- Nouveaux éclaireissements sur la ville de Cataro, aujourd'hui Grenoble (1814)
- Annales de Lagides (1819; supplement, 1821)
- Chartes latines sur papyrus du VIe siècle de l'ère chrétienne.
- L'Egypt ancienne et moderne (1840) Based on his brother's manuscript collections.
- L'écriture démotique égyptienne (1843) Based on his brother's manuscript collections.
- Traité élémentaire d'archeologie (2d ed. 1843)
- Histoire des peuples anciens et modernes, l'Asie centrale, l'Inde et la Chine (1857)
- Monographie du palais de Fontainebleau (1859–64)
- Documents paléographiques relatifs à l'histoire des beaux-arts et des belles-lettres pendant le moyen âge (1868)

## ابنه
أصبح ابنه إيمي لويس (1812-1894) مساعدًا له في المكتبة الوطنية، وقام بجانب العديد من الكتابات التاريخية بكتابة دراسة عن السيرة الذاتية والببليوغرافية لعائلته في كتابه (بالفرنسية: Les Deux Champollion)‏ (غرونوبل ، 1887).

## في الثقافة الشعبية
مثل ستيوارت بونس دور شامبليون الأكبر في الدراما الوثائقية Egypt (بي بي سي، 2005).